# Beaudouins slangenarend
Beaudouins slangenarend (Circaetus beaudouini) is een vogel uit de familie van havikachtigen (Accipitridae). De vogel werd in 1862 door de Franse natuuronderzoekers Jules Verreaux en Marc Athanese Parfait Oeillet Des Murs geldig beschreven in het Britse ornithologische tijdschrift Ibis. De roofvogel is een kwetsbare vogelsoort die voorkomt in Sub-Saharisch Afrika.

## Kenmerken
De vogel is 60 tot 66 cm lang en heeft een spanwijdte van 155 tot 170 cm. Deze slangenarend lijkt sterk op de gewone slangenarend die 's zomers in Eurazië broedt. Ook is de soort nauw verwant aan de zwartborstslangenarend  (C. pectoralis) die in Afrika broedt. Deze slangenarend is gemiddeld donkerder op de rug, de markeringen op de ondervleugel zijn meer uitgesproken en ook het contrast in de bandering van de staart is duidelijker, terwijl de borst en buik lichter zijn en de streping op de borst meer op de flanken zichtbaar is. Sinds de eeuwwisseling is door beter waarnemen duidelijk geworden dat Beaudouins slangenarend in Gambia meer verspreid en algemener voorkomt dan de gewone slangenarend die daar veel zeldzamer is.

## Verspreiding en leefgebied
Deze soort komt voor in de Sahel: van Senegal tot Zuid-Soedan, noordwestelijk Kenia en Oeganda. Het leefgebied bestaat uit half open landschappen met bos zoals bossavanne, vaak in de buurt van water en meestal onder de 1000 m boven de zeespiegel, maar in het oosten plaatselijk tot 2000 m. Er is overlap met het leefgebied van de zwartborstslangenarend, maar laatstgenoemde soort heeft een voorkeur voor meer open landschappen.

## Status
De grootte van de wereldpopulatie werd in 2006 geschat op 3.500 tot 15.000 individuen. Deze slangenarend gaat in aantal achteruit door aantasting van het leefgebied. De bevolking nam in 30 jaar toe met een factor drie en daardoor treedt overbegrazing op; verder wordt er op grote schaal hout gekapt en wordt extensief gebruikt land omgezet in akkerland en er wordt infrastructuur aangelegd. Om deze redenen staat Beaudouins slangenarend als kwetsbaar op de Rode Lijst van de IUCN.